# Бајрон (Илиноис)
Бајрон (енгл. Byron) град је у америчкој савезној држави Илиноис. По попису становништва из 2010. у њему је живело 3.753 становника.

## Демографија
Према попису становништва из 2010. у граду је живело 3.753 становника, што је 836 (28,7%) становника више него 2000. године.
| Група             | 2000.         | 2010.         |
| Белци             | 2.818 (96,6%) | 3.538 (94,3%) |
| Афроамериканци    | 12 (0,4%)     | 34 (0,9%)     |
| Азијати           | 9 (0,3%)      | 19 (0,5%)     |
| Хиспаноамериканци | 45 (1,5%)     | 107 (2,9%)    |
| Укупно            | 2.917         | 3.753         |